# Gostilja (vattendrag)
Gostilja (bulgariska: Гостиля) är ett vattendrag i Bulgarien.   Det ligger i regionen Pleven, i den nordvästra delen av landet, 120 km nordost om huvudstaden Sofia.
Trakten runt Gostilja består till största delen av jordbruksmark. Runt Gostilja är det ganska glesbefolkat, med 35 invånare per kvadratkilometer.